# Cory Michael Smith
Cory Michael Smith (ur. 14 listopada 1986 w Columbus) – amerykański aktor teatralny, telewizyjny i filmowy.

## Życiorys
Ukończył szkołę średnią Hilliard Darby High School (2005), po czym studiował na prywatnym Otterbein University. W trakcie studiów występował w adaptacjach teatralnych takich sztuk jak Świętoszek, Who's Afraid of Virginia Woolf? czy Kaukaskie kredowe koło. Grał następnie na scenach w Portland, Denver i w teatrach off-broadwayowskich. W 2013 po raz pierwszy pojawił się na Broadwayu u boku Emilii Clarke w inscenizacji Śniadania u Tiffany’ego.
W 2014 debiutował jako aktor filmowy. W tymże roku zagrał m.in. w miniserialu Olive Kitteridge. Rola ta przyniosła mu nominację do Critics' Choice Television Award dla najlepszego aktora drugoplanowego w filmie lub miniserialu. W 2015 wystąpił w produkcji Carol wspólnie z m.in. Cate Blanchett, a także wcielił się w postać Edwarda Nygmy w serialu Gotham

## Wybrana filmografia
- 2014: Camp X-Ray jako Bergen
- 2014: Dog Food (film krótkometrażowy) jako Declan
- 2014: Gotham (serial TV) jako Edward Nygma
- 2014: Olive Kitteridge (miniserial) jako Kevin Coulson
- 2015: Carol jako Tommy Tucker
- 2017: Wonderstruck jako Walter
- 2018: Pierwszy człowiek jako Roger Chaffee
- 2020: Utopia (serial TV) jako Thomas Christie
- 2023: Przez ocean (serial TV) jako Varian Fry[4]